# Jiří Kowalík
Jiří Kowalík (1977. szeptember 5. –) cseh labdarúgó. Ő volt a Gambrinus liga 2002–03-as gólkirálya 16 góllal, az 1. FC Synot színeiben.
Kowalík profi karrierje 2004-ben ért véget, amikor térdszalagszakadást szenvedett a Brno színeiben.
Kis szlovák kitérő után Kowalík 2008-ban tért vissza Csehországba, a harmadosztályú FK Mutěnice csapatába. 2009-ben a magyarhradisi járásban található Kněžpole-ban játszott.

## Statisztikák

### Klubcsapatban
| Szezon                 | Meccs | Gól | Klub           |
| ---------------------- | ----- | --- | -------------- |
| Gambrinus liga 2000–01 | 29    | 12  | 1. FC Synot    |
| Gambrinus liga 2001–02 | 23    | 5   | 1. FC Synot    |
| Gambrinus liga 2002–03 | 28    | 16  | 1. FC Synot    |
| Gambrinus liga 2003–04 | 3     | 1   | 1. FC Synot    |
| Gambrinus liga 2003–04 | 5     | 0   | FK Teplice     |
| Gambrinus liga 2004–05 | 8     | 0   | 1. FC Brno     |
| Gambrinus liga 2005–06 | 2     | 0   | FK Teplice     |
| Gambrinus liga 2005–06 | 1     | 0   | 1. FC Slovácko |
| Összesen               | 99    | 34  |                |